# Laveline-devant-Bruyères
Laveline-devant-Bruyères település Franciaországban, Vosges megyében. Lakosainak száma 578 fő (2022. január 1.). Laveline-devant-Bruyères Beauménil, Bruyères, Champ-le-Duc, La Chapelle-devant-Bruyères, Herpelmont, Jussarupt és Granges-Aumontzey községekkel határos.

## Népesség
A település népességének változása:
| Lakosok száma | 638  | 649  | 643  | 610  | 591  | 582  | 580  | 576  | 578  |
|               | 2013 | 2015 | 2016 | 2017 | 2018 | 2019 | 2020 | 2021 | 2022 |